# マリー・アントワネット (ミュージカル)
『マリー・アントワネット』（Marie Antoinette）は、遠藤周作の小説『王妃マリー・アントワネット』を原作とする、2006年に日本で世界初演されたミュージカル作品である。脚本はミヒャエル・クンツェ、作曲はシルヴェスター・リーヴァイ、製作は東宝。日本での上演の後、ドイツ（2009年）、韓国（2014年）、ハンガリー（2016年）で現地キャストにより上演された。東宝製作のミュージカルがヨーロッパで上演されるのは本作品が初めてである。

## あらすじ
18世紀、フランス。国王ルイ16世統治の下、飢えと貧困に苦しむ民衆を尻目に王妃のマリー・アントワネットを筆頭とする上流階級の貴族たちは豪奢な生活を満喫していた。
パレ・ロワイヤルで開催された豪華な舞踏会で、圧倒的な美しさを誇るマリーは愛人のスウェーデン貴族・フェルセン伯爵とつかの間の逢瀬を楽しむ。夢のような舞踏会の途中、突然飛び出した貧しい娘・マルグリット・アルノーは民衆の悲惨な暮らしについて訴え、救いの手を求めるが、返ってきたのは嘲笑だけだった。マルグリットは貧しい人々に目もむけず、自分たちのことしか考えない貴族たちに憤りを覚え、やがて貧困と恐怖のない自由な世界を求め、フランス革命への道を歩み始める。
マリーはヘアドレッサーのレオナール、衣裳デザイナーのローズ・ベルタンを抱え込み、最先端のファッションの追及に余念がない。が、宝石商のべメールから無数のダイヤモンドが散りばめられた高価な首飾りを売り込まれるも、国家予算が逼迫する中、さすがにその申し出は断らざるを得なかった。
同じ頃、それぞれの理由で国王夫妻を失脚させようと企むオルレアン公、革命派の詩人ジャック・エベール、そしてマルグリットは王妃に関する嘘のスキャンダルを流す。マリーがべメールの持っている首飾りを欲しがっていたことに目をつけたオルレアン公の権謀術数によって、かの有名な「首飾り事件」を引き起こす。やがてその波紋は広がり、王室に対する民衆の怒りと憎しみは頂点に達するが、国王夫妻には、革命への警告も耳に届かなかった。
やがて革命の波はベルサイユにまで押し寄せ、国王一家は囚われの身となる。マルグリットは王妃を監視するため王妃の身の回りの世話をすることになる。敵対関係にあったマリーとマルグリットだったが、やがてお互いの真実の姿を見出してゆく。フェルセンは愛するマリーと国王一家を救うために脱出計画を立てるものの失敗し、一家はパリに幽閉されてしまう。
やがてルイ16世はギロチンで処刑され、最後まで王妃の傍にいた友人・ランバル公爵夫人も暴徒に襲われて命を落とす。マリーは公正さに欠ける公開裁判にかけられ、刑場の露と消える。今まで王妃に対する憎しみを原動力にしてきたマルグリットは、地位も、夫も、子供も、全てを奪われ、必要以上に痛めつけられている等身大の王妃を間近で見て、真の正義とは何か、この世界を変えるために必要なものは何か、自分に問いかけるのであった…。

## スタッフ

### 旧演出版
- 脚本・歌詞：ミヒャエル・クンツェ
- 音楽：シルヴェスター・リーヴァイ
- 演出：栗山民也
- 翻訳：浦山剛、迫光
- 翻訳・訳詞：竜真知子

### 新演出版
- 脚本・歌詞：ミヒャエル・クンツェ
- 音楽・編曲：シルヴェスター・リーヴァイ
- 演出：ロバート・ヨハンソン

## キャスト

### 旧演出版
|                        | 2006年11-12月     | 2007年1月         | 2007年2-3月       | 2007年4-5月       |
| ---------------------- | ----------------- | ----------------- | ----------------- | ----------------- |
| 劇場                   | 帝国劇場          | 博多座            | 梅田芸術劇場      | 帝国劇場          |
| マリー・アントワネット | 涼風真世          | 涼風真世          | 涼風真世          | 涼風真世          |
| マルグリット・アルノー | 新妻聖子 笹本玲奈 | 新妻聖子 笹本玲奈 | 新妻聖子 笹本玲奈 | 新妻聖子 笹本玲奈 |
| アニエス・デュシャン   | 土居裕子          | 土居裕子          | 土居裕子          | 土居裕子          |
| アクセル・フェルセン   | 井上芳雄          | 井上芳雄          | 井上芳雄          | 今拓哉            |
| ルイ16世               | 石川禅            | 石川禅            | 石川禅            | 石川禅            |
| ボーマルシェ           | 山路和弘          | 山路和弘          | 山路和弘          | 山路和弘          |
| オルレアン公           | 髙嶋政宏          | 髙嶋政宏          | 髙嶋政宏          | 鈴木綜馬          |
| カリオストロ           | 山口祐一郎        | 山口祐一郎        | 山口祐一郎        | 山口祐一郎        |

### 新演出版
|                        | 2018年9月           | 2018年10-11月       | 2018年12月        | 2019年1月         | 2021年1-2月           | 2021年3月             |
| ---------------------- | ------------------- | ------------------- | ----------------- | ----------------- | --------------------- | --------------------- |
| 劇場                   | 博多座              | 帝国劇場            | 御園座            | 梅田芸術劇場      | 東急シアターオーブ    | 梅田芸術劇場          |
| マリー・アントワネット | 花總まり 笹本玲奈   | 花總まり 笹本玲奈   | 花總まり 笹本玲奈 | 花總まり 笹本玲奈 | 花總まり 笹本玲奈     | 花總まり 笹本玲奈     |
| マルグリット・アルノー | ソニン 昆夏美       | ソニン 昆夏美       | ソニン 昆夏美     | ソニン 昆夏美     | ソニン 昆夏美         | ソニン 昆夏美         |
| フェルセン伯爵         | 田代万里生 古川雄大 | 田代万里生 古川雄大 | 古川雄大          | 古川雄大          | 田代万里生 甲斐翔真   | 田代万里生 甲斐翔真   |
| オルレアン公           | 吉原光夫            | 吉原光夫            | 吉原光夫          | 吉原光夫          | 上原理生 小野田龍之介 | 上原理生 小野田龍之介 |
| ルイ16世               | 佐藤隆紀 原田優一   | 佐藤隆紀 原田優一   | 佐藤隆紀 原田優一 | 佐藤隆紀 原田優一 | 原田優一              | 原田優一              |
| レオナール             | 駒田一              | 駒田一              | 駒田一            | 駒田一            | 駒田一                | 駒田一                |
| ローズ・ベルタン       | 彩吹真央            | 彩吹真央            | 彩吹真央          | 彩吹真央          | 彩吹真央              | 彩吹真央              |
| ジャック・エベール     | 坂元健児            | 坂元健児            | 坂元健児          | 坂元健児          | 川口竜也 上山竜治     | 川口竜也 上山竜治     |
| ランバル公爵夫人       | 彩乃かなみ          | 彩乃かなみ          | 彩乃かなみ        | 彩乃かなみ        | 彩乃かなみ            | 彩乃かなみ            |

## ミュージカルナンバー

### 旧演出版（2006-2007年）
- オープニング
  - 1779年
- 第1幕
  - もう無くすものもない
  - なぜ
  - もう無くすものもない（リプライズ）
  - ご覧 王妃を
  - なぜケーキを食べない
  - 100万のキャンドル
  - 流れ星のかなた （マルグリット&アニエス）
  - 完璧な王妃
  - 不器用な王
  - 幻の黄金を求めて
  - 心の声 - ラパン夫人バージョン
  - お望み叶えて
  - もしも
  - ギロチン
  - オーストリア女
  - 心の声（A Voice In My Heart） - マルグリットバージョン
  - 神は愛して下さる
  - すべてはあなたに
  - そして諍い
  - 私こそがふさわしい
  - 七つの悪徳
  - なんというセレモニー

- 第2幕
  - 正義の鐘よ
  - 三部会のパレード
  - DAN・DA・DA・DAN
  - 三部会のパレード（リプライズ）
  - 流れ星のかなた （マリーアントワネット）
  - 運命の年
  - 金が決めて
  - 愛したことだけが
  - 何かが間違っている
  - PARIS CUT パリ情報
  - 恐怖政治
  - ヴァレンヌへの逃亡
  - もしも鍛冶屋なら
  - 流れ星のかなた （マリーアントワネット&マルグリット）
  - ランバル夫人の死
  - 我らは兄弟
  - あなたはなぜ王妃なのか
  - みんな狂っている
  - ILLUSION ―或いは希望―（2007年凱旋公演のみ追加）
  - すべてはあなたに（リプライズ）
  - 王子を引き離せ
  - その首をはねろ
  - その時がきた
  - 自由の為に血を流せ!
  - 自由

### 新演出版（2018年）
- オープニング
  - プロローグ
  - マリーアントワネット
- 第1幕
  - なんという王妃～ケーキをお食べ
  - あなたに続く道
  - なんという王妃
  - 100万のキャンドル
  - 王妃は最先端
  - 輝ける王妃　
  - もしも鍛冶屋なら～首飾り
  - 今夜から
  - オーストリア女
  - なぜ違うの　なぜ
  - 明日は幸せ
  - オーストリア女（リプライズ）
  - 私こそがふさわしい
  - 遠い稲妻
  - 孤独のドレス
  - 見た目が一番
  - もしも
  - 首飾り（庭園で）
  - 聖母マリア被昇天の日
  - 蛇を殺して
  - 首飾りの行方
  - 声を上げろ
  - もう許さない
  - 私たちは泣かない
  - 運命の歯車

- 第2幕
  - 世間を支配しろ
  - あなたを愛したことだけが
  - ベルサイユ宮殿への行進　
  - 神は愛してくださる
  - 暴徒の行進
  - 流れに乗ろう
  - 恐怖政治
  - 憎しみの瞳
  - あなたに続く道（リプライズ）
  - なぜ彼女は
  - 国王の逃亡
  - もしも鍛冶屋なら（リプライズ）　
  - 明日は幸せ（リプライズ）
  - ランバル
  - 暴徒の行進
  - 本当の君は
  - 明日は幸せ（リプライズ2）
  - 私たちは泣かない（リプライズ）
  - 息子を引き離せ
  - 裁判
  - その首をはねろ
  - マリーアントワネット（リプライズ）
  - どうすれば世界は

## 関連メディア
- 『マリー・アントワネット』ハイライト・ライブ録音盤CD (2006年帝国劇場公演)
- 『マリー・アントワネット』2018年版キャストDVD ♪M version & ♪A version (2019年4月発売)

## 関連書籍
- （原作）遠藤周作『王妃マリー・アントワネット』 ISBN 4101123217